# Mariela Garriga
Pour les articles homonymes, voir Garriga.

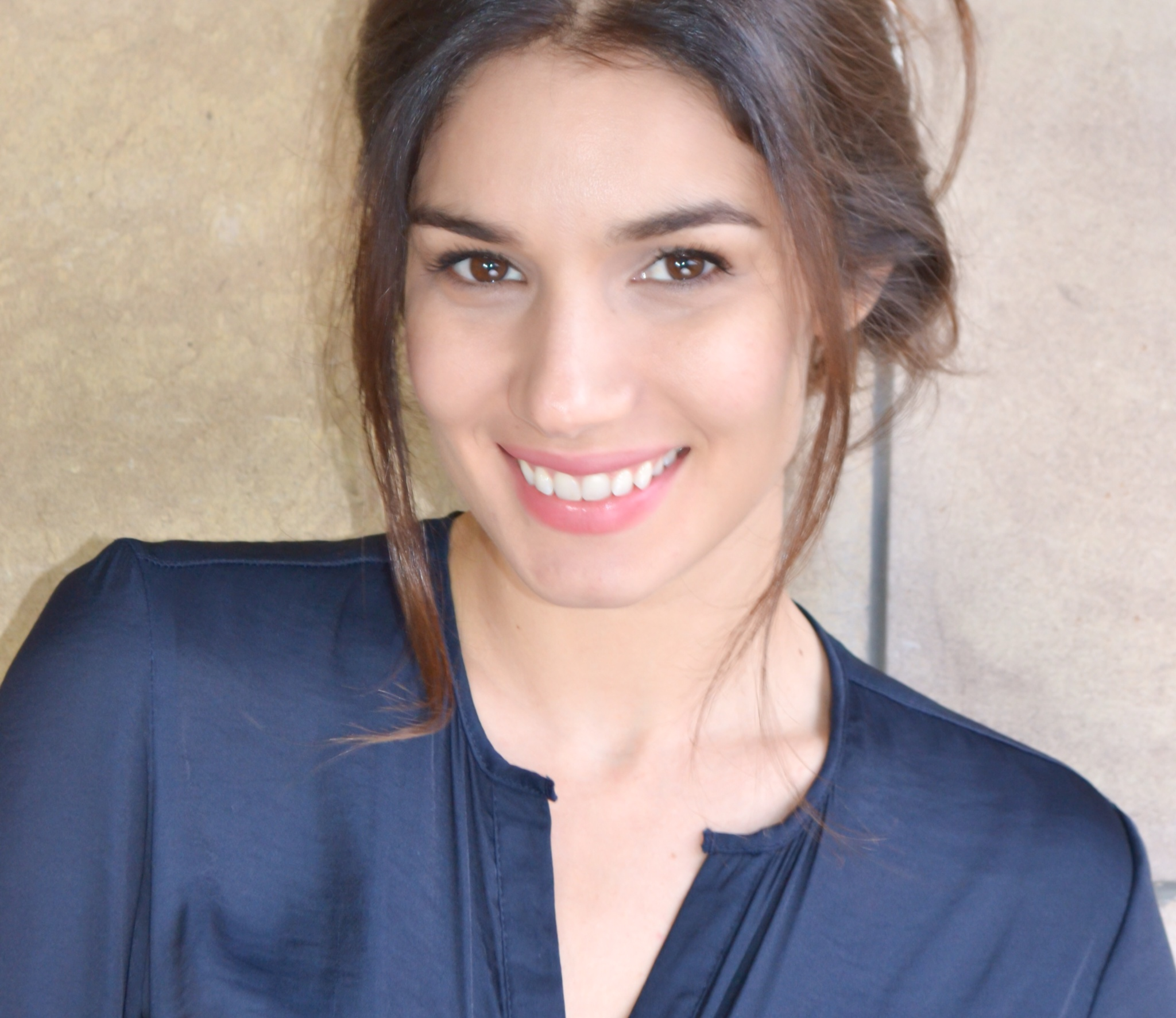
Mariela Garriga en 2014.

Mariela Garriga est une actrice cubaine.
Elle incarne Marie dans Mission impossible : Dead Reckoning, rôle qu'elle reprend dans Mission: Impossible - The Final Reckoning, sorti en 2025.

## Jeunesse
Née à La Havane, Mariela Garriga commence à travailler à l'adolescence au théâtre et la télévision. Elle apparaît dans l'émission Cuban Television Ballet. En 2009, elle s'installe en Italie et étudie au Michael Rodgers Acting Studio à Milan. Elle étudie ensuite au Terry Schreiber Studio à New York, ainsi qu'à l'Actors Studio. Parmi les productions italiennes dans lesquelles Mariela Garriga a joué, il y a Gli Uomini d'Oro réalisé par Vincent Alfieri et la comédie Chi m'ha visto réalisée par Alessandro Pondi. Elle a également joué un rôle récurrent dans la série télévisée italienne I delitti del Barlume, réalisée par Roan Johnson. Elle est aussi une actrice régulière de la série The Last Defectors en 2017 et 2018.

## Carrière
En 2018, Mariela Garriga joue dans le film Bloodline de Blumhouse Productions aux côtés de Seann William Scott et Dale Dickey.
Parmi ses apparitions télévisées, il y a ses rôles récurrents dans NCIS : Los Angeles, New York, unité spéciale et NCIS : Enquêtes spéciales. Elle a aussi joué le rôle de Facio dans la série biopic Bosé pour Paramount+.
En 2023, Mariela Garriga fait ses débuts dans la franchise Mission impossible, avec le septième opus, Mission impossible : Dead Reckoning.

## Filmographie partielle
- 2017-2021 : NCIS: Los Angeles - 2 épisodes : Pietra Rey
- 2017 : New York, unité spéciale (saison 19, épisode 1) : Elena Marks
- 2018 : Bloodline : Lauren Cole
- 2018 : Nightmare Cinema : Sœur Patricia
- 2022 : NCIS : Enquêtes spéciales (NCIS) - 1 épisode : Maria Díaz
- 2022 : Bosé : Giannina Facio
- 2023 : Mission impossible : Dead Reckoning (Mission: Impossible – Dead Reckoning) de Christopher McQuarrie : Marie
- 2025 : Mission: Impossible - The Final Reckoning de Christopher McQuarrie : Marie
- 2025 : Muori di lei de Stefano Sardo (it) : Amanda